# Onychium cryptogrammoides
Onychium cryptogrammoides är en kantbräkenväxtart som beskrevs av Christ. Onychium cryptogrammoides ingår i släktet Onychium och familjen Pteridaceae. Inga underarter finns listade.